# Lista över universitet i Hongkong
Detta är en lista över universitet i Hongkong. Den inkluderar inte högskolor eller andra högre institutioner för utbildning. Hongkongs universitet har officiella namn på engelska och kinesiska. I den här listan har det kinesiska namnet skrivits inom parentes efter det engelska.

## Universitet finansierade av Hongkongs regering
| Namn (kinesiskt namn inom parentes)                               | Grundat år                | Ackrediterat år |
| ----------------------------------------------------------------- | ------------------------- | --------------- |
| The University of Hong Kong (香港大學)                            | 1910 (med nuvarande namn) | 1911            |
| The Hong Kong Polytechnic University (香港理工大學)               | 1937                      | 1994            |
| The Chinese University of Hong Kong (香港中文大學)                | 1963                      | 1976            |
| Hong Kong Baptist University (香港浸會大學)                       | 1956                      | 1994            |
| City University of Hong Kong (香港城市大學)                       | 1984                      | 1995            |
| The Hong Kong University of Science and Technology (香港科技大學) | 1991                      | 1988            |
| Lingnan University (嶺南大學)                                     | 1967                      | 1999            |
| The Education University of Hong Kong (香港教育大學)              | 1994                      | 2016            |

## Självfinansierade universitet
| Namn (kinesiskt namn inom parentes)                  | Grundat år | Ackrediterat år |
| ---------------------------------------------------- | ---------- | --------------- |
| The Open University of Hong Kong (香港公開大學)      | 1989       | 1997            |
| Hong Kong Shue Yan University (香港樹仁大學)         | 1971       | 2006            |
| The Hang Seng University of Hong Kong (香港恒生大學) | 1980       | 2018            |

Not: The Open University of Hong Kong etablerades och finansierades av Hongkongs regering från 1989 till 1993. Det är sedan dess självfinansierat även om det erhåller visst oregelbundet ekonomiskt stöd från regeringen.